# 郭柏姸
郭柏妍（英語：Rosita Kwok Pak Yin，1997年10月5日—），香港女演員，《2020香港小姐競選》季軍，《萬千星輝頒獎典禮2022》「飛躍進步女藝員」獎項得主，現為無綫電視經理人合約藝員。

## 個人經歷

### 早年生活
郭柏妍於香港新界青衣島成長，她早年曾就讀於聖公會青衣邨何澤芸小學和東華三院吳祥川紀念中學，在學期間曾為該校步操樂團成員，並在「香港步操樂團公開賽」中獲得2011年度銀獎及2012年度金獎，而她在校內亦曾擔任圖書館領袖生副隊長及精神健康大使，又曾代表學校多次參與學界游泳比賽並打入八強，及於2013年度香港學校朗誦節取得中五級女子粵語詩詞獨誦優異獎。中學畢業後，她就讀香港高等教育科技學院的食品安全學科，並畢業於香港大學食物安全管理碩士課程。入行前曾於國泰航膳部擔任品質監控的工作。

### 參加選美
郭柏妍於2020年參加該年度的《香港小姐競選》，她表示參選是希望能作更廣泛的學習和多認識新朋友，最後在8月30日舉行的決賽中奪得季軍。

### 演藝發展
參選香港小姐後，郭柏妍於2020年9月初簽約成為無綫電視經理人合約藝員，首部參演的劇集為《白色強人II》。
2022年1月，郭柏妍客串演出無綫電視劇《青春不要臉》，在劇中清純陽光的形象獲網民關注。5月，郭柏妍於劇集《雙生陌生人》以金髮女郎形象跳鋼管舞而再受注目。7月，郭柏妍在時裝醫療劇《白色強人II》中飾演「程可欣」一角，與視帝陳豪有對手戲。劇集播出後郭柏妍的演技獲網民讚賞。10月，郭柏妍於台慶劇《下流上車族》中飾演「車芊芊」一角，被網民封為「女神」，更憑此角於《萬千星輝頒獎典禮2022》首度在「最受歡迎電視女角色」及「最佳女配角」入圍最後五強，並獲得「飛躍進步女藝員」獎。同年獲頒《Yahoo! 搜尋人氣大獎2022》「人氣急星」及《AEG 娛樂人氣王2022》「進步女藝人（電視劇）」獎。

### 私人生活
郭柏妍稱自己是「A0」，即未有戀愛經驗，她稱自己很深近視，中學時是戴眼鏡的，樣貌不出眾，直到讀大學二年級才轉戴隱形眼鏡，但修讀的課目九成的學生都是女生，因此沒有男生追求，加上家人反對她在求學時談戀愛，所以沒有戀愛的經歷。
不過，郭柏妍曾經被指與在《下流上車族》飾演情侶的丁子朗傳緋聞。其後，她又被指暗戀歌手洪嘉豪。

### 「魔音」之名
在《歡樂滿東華2022》的表演環節中，主唱《下流上車族》主題曲《一家人》的林敏驄及文凱婷帶領劇中演員輪流獻唱，但輪到郭柏妍接唱時，被批五音不全，唱歌似魔音，所以她被戲稱為「魔音芊芊」。
在《飛常日誌》演出的郭柏妍，為劇情添加喜感唱得不但走音、還嚴重甩拍，被指「魔音芊芊」歸來。 

## 演出作品

### 電視劇
| 首映     | 劇名               | 角色            |
| -------- | ------------------ | --------------- |
| 無綫電視 |                    |                 |
| 2021年   | 青年心城之撐起青春 | 快速約會參加者  |
| 2022年   | 青春不要臉         | 妹豬            |
| 2022年   | 雙生陌生人         | 尚意安（Amber） |
| 2022年   | 白色強人II         | 程可欣          |
| 2022年   | 美麗戰場           | 馮晶晶          |
| 2022年   | 下流上車族         | 車芊芊          |
| 2023年   | 破毒強人           | 區子穎          |
| 2023年   | 愛·回家之開心速遞  | 吳旺達土著      |
| 2023年   | 新聞女王           | 賴嘉詠（Bella） |
| 2024年   | 妳不是她           | 洛妍            |
| 2024年   | 旁觀者             | 蔡心雅          |
| 2024年   | 飛常日誌           | 方可兒          |
| 2024年   | 逆天奇案2          | 王珊珊          |
| 2025年   | 奪命提示           | 商雙            |
| 2025年   | 虛擬情人           | 侍應            |
| 2025年   | 麻雀樂團           | 沈家明          |
| 未播映   | 金式森林           | 高靜            |
| 未播映   | 夫妻的博弈         | 潘雪文          |
| 未播映   | 俠醫               | 凌敏儀          |
| 拍攝中   | 新聞女王2          | 賴嘉詠（Bella） |
| 籌備中   | 璀璨之城           |                 |

### 電影
| 首映   | 劇名     | 角色   |
| ------ | -------- | ------ |
| 2023年 | 無間一戰 | 陳小琳 |

### 電視節目（無綫電視）
| 節目名稱                |
| 2024年                  |
| ----------------------- |
| 慈善星輝仁濟夜          |
| 新春保良迎金龍          |
| 尋找世界另一個我 台灣篇 |

### 直播節目
| 發布時間 | 節目名稱         | 備註   |
| -------- | ---------------- | ------ |
| 2020年   | 2020香港小姐競選 | 參賽者 |

### 宣傳短片
| 發布時間 | 節目名稱       | 備註         |
| 無綫電視 | 無綫電視       | 無綫電視     |
| -------- | -------------- | ------------ |
| 2023年   | 芊芊蔓蔓賀新年 | 與羅毓儀合演 |

## 曾獲獎項與提名

### 香港小姐競選
| 年份   | 獎項                            | 結果 |
| ------ | ------------------------------- | ---- |
| 2020年 | 香港小姐季軍                    | 獲獎 |
| 2020年 | 「智慧女皇（Queen of Wisdom）」 | 獲獎 |

### 萬千星輝頒獎典禮
| 年份   | 獎項               | 作品                                                        | 結果     |
| ------ | ------------------ | ----------------------------------------------------------- | -------- |
| 2022年 | 最受歡迎電視女角色 | 《下流上車族》                                              | 最後五強 |
| 2022年 | 最佳女配角         | 《下流上車族》                                              | 最後五強 |
| 2022年 | 飛躍進步女藝員     | 《青春不要臉》 《雙生陌生人》 《白色強人II》 《下流上車族》 | 獲獎     |
| 2022年 | 最受歡迎電視拍檔   | 《白色強人II》（與陳豪）                                    | 提名     |
| 2023年 | 最佳女配角         | 《破毒強人》                                                | 最後十強 |

### 其他獎項及提名
| 年份   | 頒獎單位                | 獎項                                 | 結果    |
| ------ | ----------------------- | ------------------------------------ | ------- |
| 2021年 | 明星運動會              | 女子50米自由式                       | 獲獎    |
| 2021年 | 明星運動會              | 女子50米蛙泳                         | 獲獎    |
| 2021年 | 明星運動會              | 女子50米背泳                         | 獲獎    |
| 2021年 | 明星運動會              | 女子游泳4X50米接力                   | 獲獎    |
| 2022年 | Yahoo! 搜尋人氣大獎2022 | 熱搜本地男女藝人或組合               | 頭100位 |
| 2022年 | Yahoo! 搜尋人氣大獎2022 | 人氣票后15強                           | 15強    |
| 2022年 | Yahoo! 搜尋人氣大獎2022 | 人氣急星                             | 獲獎    |
| 2022年 | AEG 娛樂人氣王2022      | 進步女藝人（電視劇）- 《下流上車族》 | 獲獎    |

## 外部連結
- 2020香港小姐競選佳麗檔案 - 4號 郭柏妍 Rosita Kwok （页面存档备份，存于）
- 郭柏妍的Facebook專頁
- 郭柏姸的Instagram帳戶
- 郭柏姸的新浪微博
- 郭柏姸在tvb.com的資料
- 郭柏妍的YouTube頻道 （页面存档备份，存于）

| 前任： 古佩玲 | 香港小姐競選季軍 2020年 | 繼任： 邵初 |